# Манденовия
Мандено́вия (лат. Mandenovia) — монотипный род растений семейства Зонтичные (Apiaceae). Включает единственный вид — манденовия Комарова (Mandenovia komarovii).
Род назван в честь советского и грузинского ботаника Иды Пановны Манденовой, видовой эпитет — в честь русского ботаника Владимира Леонтьевича Комарова. Вопрос самостоятельности рода Манденовия или принадлежности его к другим ботаническим родам исторически трактовался различным образом - некоторые систематики полагали достаточно обоснованным считать его отдельным таксоном в ранге рода, как например, указывается на сайте ИПЭЭ РАН, другие предполагали включать его в состав родов Тригоносциадиум или Тордилиум. Согласно современной классификации на основе системы APG IV по состоянию на декабрь 2022 года, род Манденовия (Mandenovia) является устаревшим синонимичным названием рода Тригоносциадиум (Trigonosciadium); включавшийся в него единственный вид Манденовия Комарова (Mandenovia komarovii) считается  Тригоносциадиумом Комарова (Trigonosciadium komarovii). 

## Ботаническое описание
Двулетние или многолетние травянистые растения. Корневище веретеновидное, утолщенное; корневая шейка одета остатками влагалищ отмерших листьев. Стебель прямой, ветвистый, ребристый, у основания чуть фиолетовый, внизу голый, вверху редко белоопушенный, 50—70 см высотой.
Листья голые или почти голые, двоякоперистые или троякоперистые; нижние стеблевые листья яйцевидные, двоякоперистые, на длинных черешках, с 2—3 парами листочков, конечные листочки яйцевидные, до 4 см длиной и 2 см шириной, по краю крупно городчато-зубчатые, боковые мелкие и глубже надрезанные; верхние листья на более коротких черешках, с линейными и цельнокрайними листочками; самые верхние листья редуцированные, линейные или трёхраздельные, сидячие на коротком влагалище.
Зонтики 4—8-лучевые, зонтички из 6—8 цветков, цветоносы шероховато-опушенные; обёртка и обёрточки отсутствуют; зубцы чашечки треугольно-шиловидные, остающиеся при плодах; лепестки белые, краевые увеличенные, двулопастные, центральные мелкие, цельные; завязь густо опушенная; подстолбие коротко коническое; столбики отогнутые, длиннее подстолбия.
Плод овальный, опушенный, 7—8 мм длиной и 4—5 мм шириной, сжатый со спинки, край сильно утолщённый и гладкий, на спинке три тонких нитевидных ребра с 4 масляными канальцами под ложбинками, на комиссуре 2 масляных канальца.
Цветение в июле.

## Распространение
Встречается в Чечне, Дагестане и Грузии на щебнистых склонах в среднем горном поясе.

## Охрана
Включён в Красные книги России, Чечни и Дагестана (ещё раньше включался в Красную книгу РСФСР).

## Синонимы
- Tordylium komarovii Manden. (1940) — Тордилиум Комарова
- Trigonosciadium komarovii (Manden.) Tamamsch. (1967) — Тригоносциадиум Комарова